# Speedy Eggbert
Speedy Eggbert, originalmente Speedy Blupi, es un juego para el sistema operativo Windows desarrollado por EPSITEC y lanzado en septiembre de 1998. Fue publicado y relanzado más tarde por eGames donde fue renombrado a Speedy Eggbert. Es parte de la serie Blupi, y el sucesor de Planet Blupi.
Una secuela, Speedy Blupi II también fue lanzada y renombrada por eGames a Speedy Eggbert 2.

## Jugabilidad

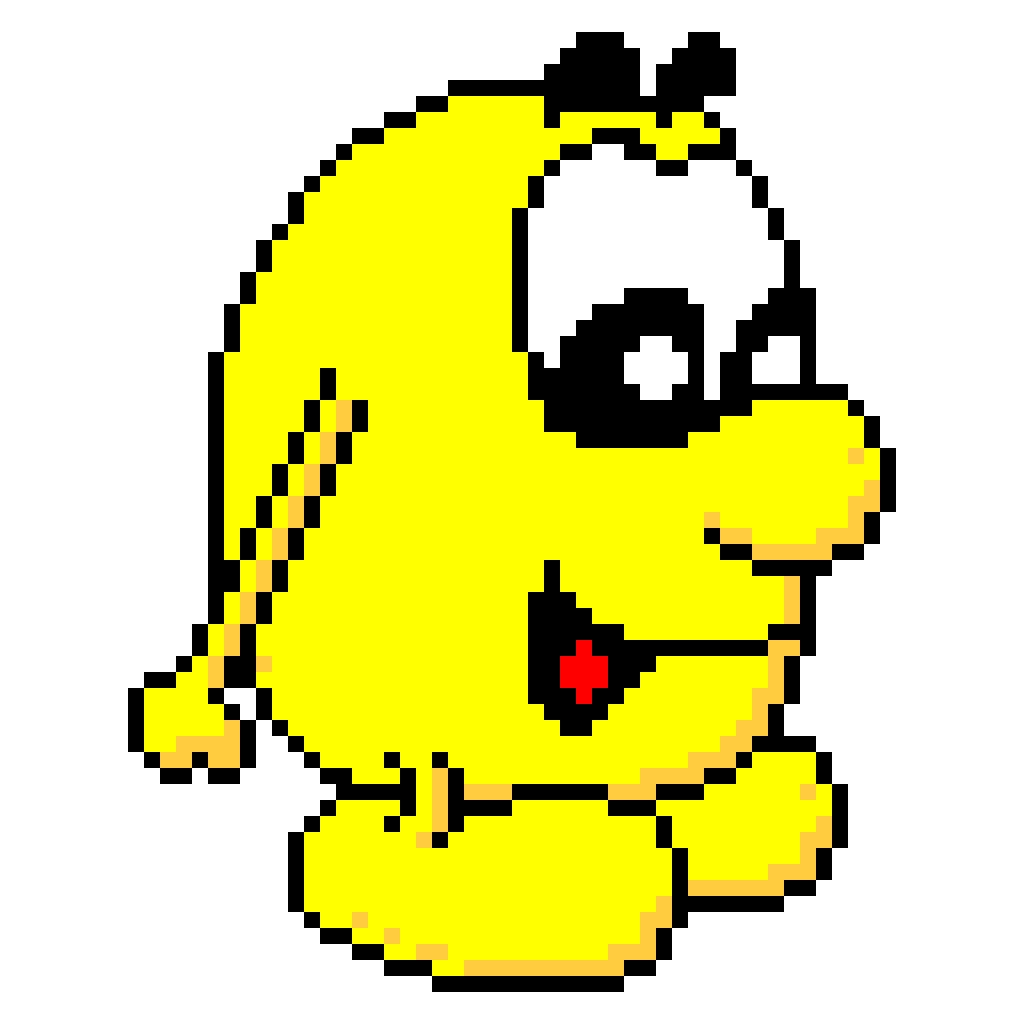
Blupi (Eggbert en EE. UU.)

Todo el juego se centra en un eje central, en el que Blupi (alias Eggbert) puede acceder a todos los siete mundos temáticos del juego. Al principio sólo se puede ir al nivel de práctica, donde el jugador aprenderá los controles básicos del juego (caminar, saltar, agacharse, entre otros).
El juego cuenta con más de 40 niveles. El objetivo de cada nivel es recoger todos los cofres del tesoro y luego pasar al punto final. El juego incluye los enemigos que Eggbert no puede destruir normalmente, pero puede ser destruido mediante vehículos. El juego permite a Eggbert conducir un helicóptero, un tanque de pegamento, un Jeep y un monopatín. El Jeep y el monopatín permiten a Eggbert viajar pasando a través de las bombas y detonarlas sin perder vidas. Las bolas de pegamento pueden ser recogidas por Eggbert y ser despedidas por un tanque de pegamento o un helicóptero para derrotar a los enemigos.

## Editor de niveles
Por cada jugador, se pueden hacer hasta 20 misiones personalizadas. Se pueden utilizar todos los objetos, enemigos y vehículos. Sin embargo, no se pueden hacer las llaves y puertas en el modo de un solo jugador. Las misiones personalizadas en el juego se guardan como archivos.XCH en la carpeta C:\User. Estos archivos suelen tener un tamaño promedio de 50 KB.

## Secuela
Los cambios más notables en la secuela, Speedy Eggbert 2, son la introducción de diferentes llaves, teletransportadores, barreras especiales (que sólo se abren cuando se han recogido un número determinado de cofres), nuevos enemigos y temas (limo, caverna, queso y palacio). Un nuevo vehículo, el aerodeslizador, se introduce en Speedy Eggbert 2. El jugador puede crear sus propios niveles con estos nuevos cambios.

## Archivos BLP
Son archivos que contienen datos, imágenes y sonidos. En realidad, están codificados como formato MIDI y BMP, respectivamente, lo que es más probable un intento de ofuscación.